# Comté de Wayne (Utah)
Pour les articles homonymes, voir Comté de Wayne.
Le comté de Wayne est l’un des vingt-neuf comtés de l’État de l'Utah, aux États-Unis. Son siège et plus grande ville est Loa. Selon le recensement de 2000, la population du comté est de 2 509 habitants.

## Comtés adjacents
- Comté d'Emery, Utah (nord-centre et est)
- Comté de Garfield, Utah (sud)
- Comté de Piute, Utah (ouest)
- Comté de San Juan, Utah (est)
- Comté de Sevier, Utah (nord-ouest)

## Photos

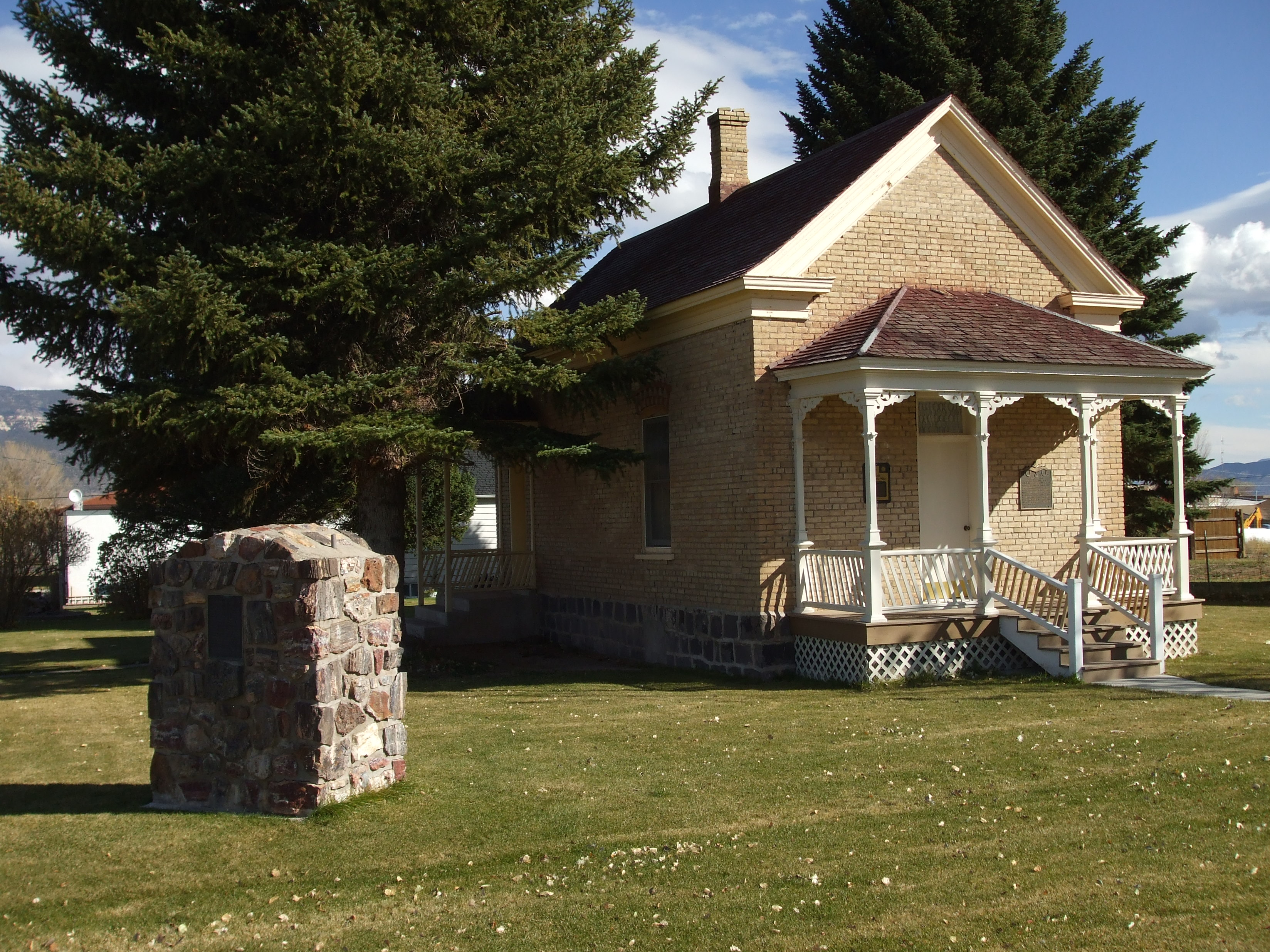
Bureau de la dîme, à Loa.
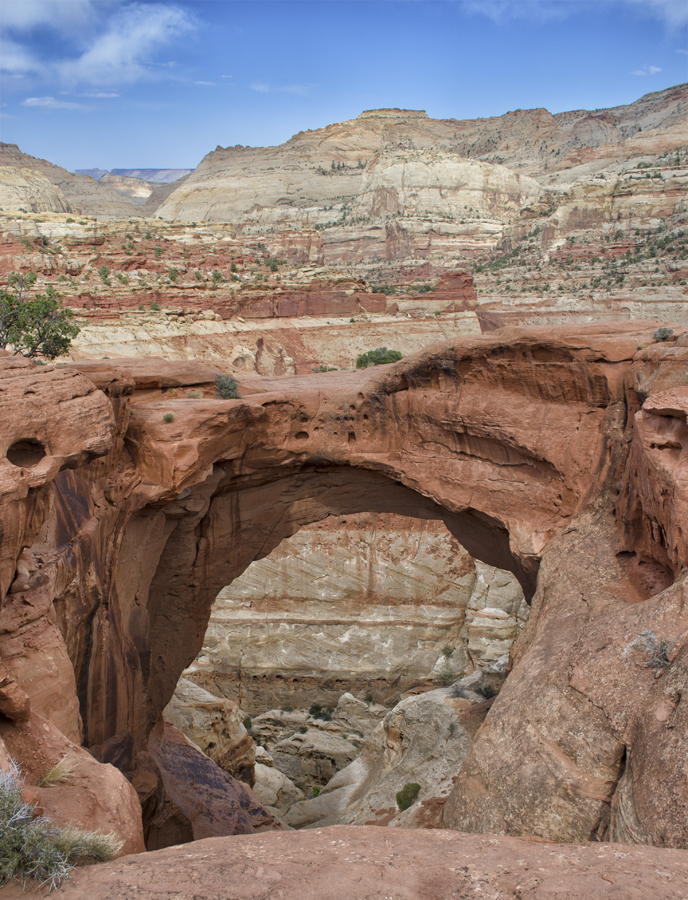
Cassidys Arch.
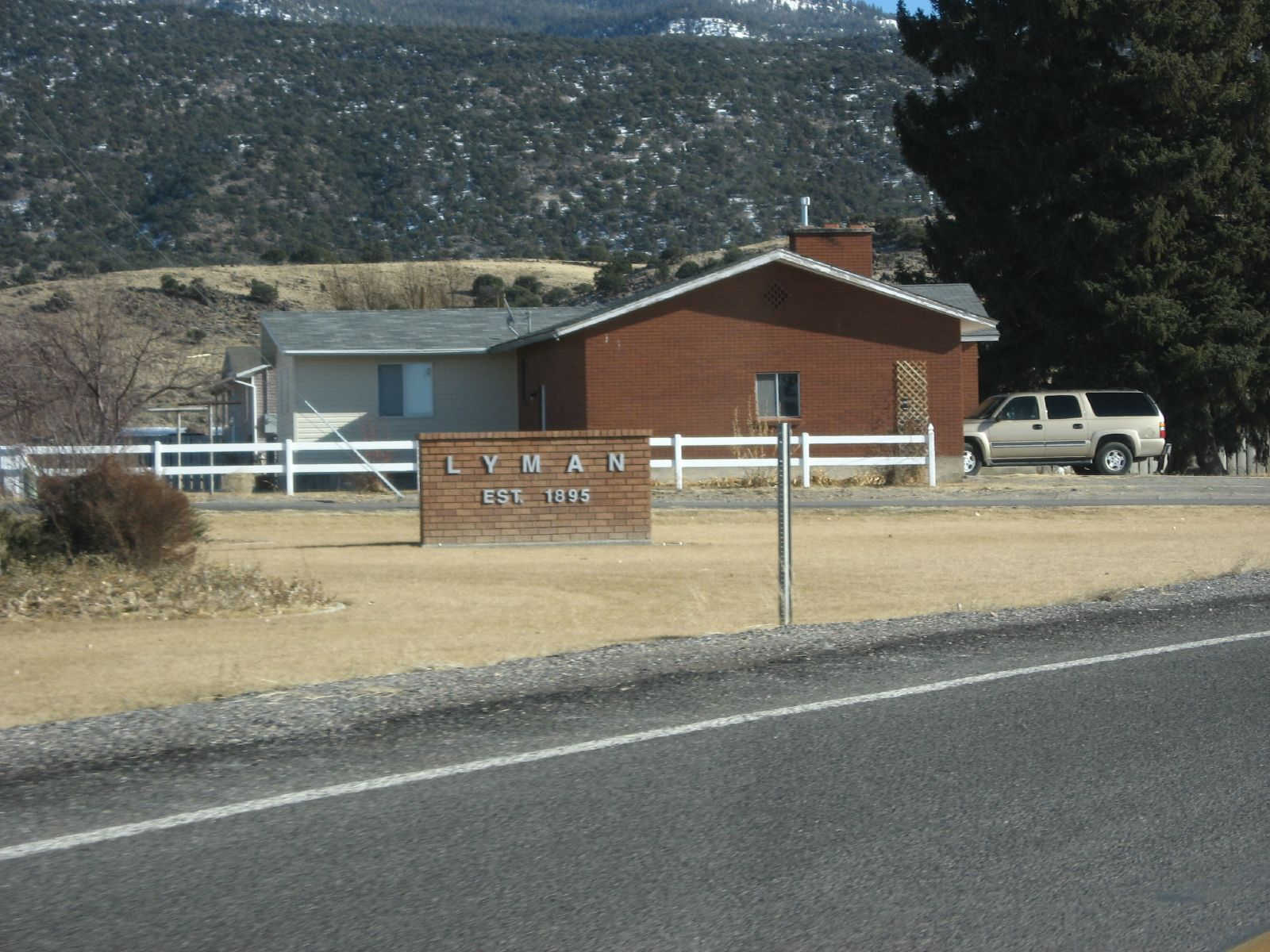
Arrivée à Lyman.
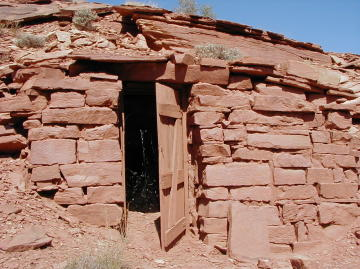
CCC Powder Magazine, une poudrière inscrite au Registre national des lieux historiques.
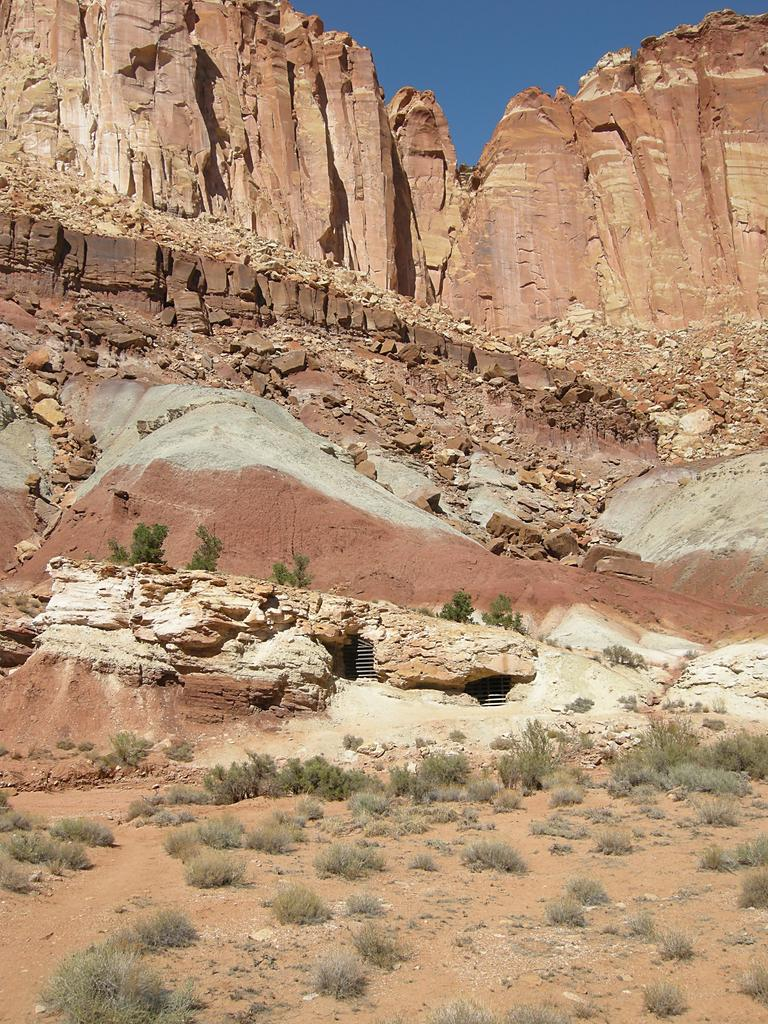
Mine d'uranium d'Oyler.